# 近藤進也
近藤 進也（こんどう しんや、1953年11月2日 - ）は日本の政治家。元福岡県水巻町町長、水巻町町議会議員（7期）。NPO法人理事。

## 来歴
福岡県立八幡中央高校を卒業後、23才で室内装飾会社を起業、その後八幡大学Ⅱ部に進学、経営学を学ぶ。1993年水巻町議会議員選挙に立候補トップ当選を果たす。以後町議を5期務め、2009年水巻町町長選挙に再立候補し当選。2013年（1期）まで町長就任。次期選挙にも立候補するも落選した。その後町議会議員に再立候補し当選、1期務める。
以後NPO法人 アクティブキャリア北九州理事に就任。また遠賀川流域の環境保護活動や障害者ボランティア活動等に携わっている。
2023年4月23日投開票の統一地方選挙で水巻町より参政党より立候補し、当選。元議員からの返り咲きを果たす。